# روابط اسرائیل و اتیوپی
روابط اسرائیل و اتیوپی به روابط خارجی میان اتیوپی و اسرائیل اشاره دارد. هر دو کشور در سال ۱۹۹۲ با یکدیگر روابط دیپلماتیک برقرار کردند. اتیوپی در تل آویو سفارت دارد. سفیر آن همچنین در سریر مقدس، یونان و قبرس نماینده است. اسرائیل در آدیس آبابا سفارت دارد. سفیر آن همچنین در رواندا و بوروندی نماینده است. اسرائیل یکی از معتبرترین تأمین کنندگان کمک نظامی در اتیوپی بوده‌است که از دولت‌های مختلف اتیوپی در طول جنگ استقلال اریتره پشتیبانی کرده‌است.

## تاریخ

### دوران سلطنتی

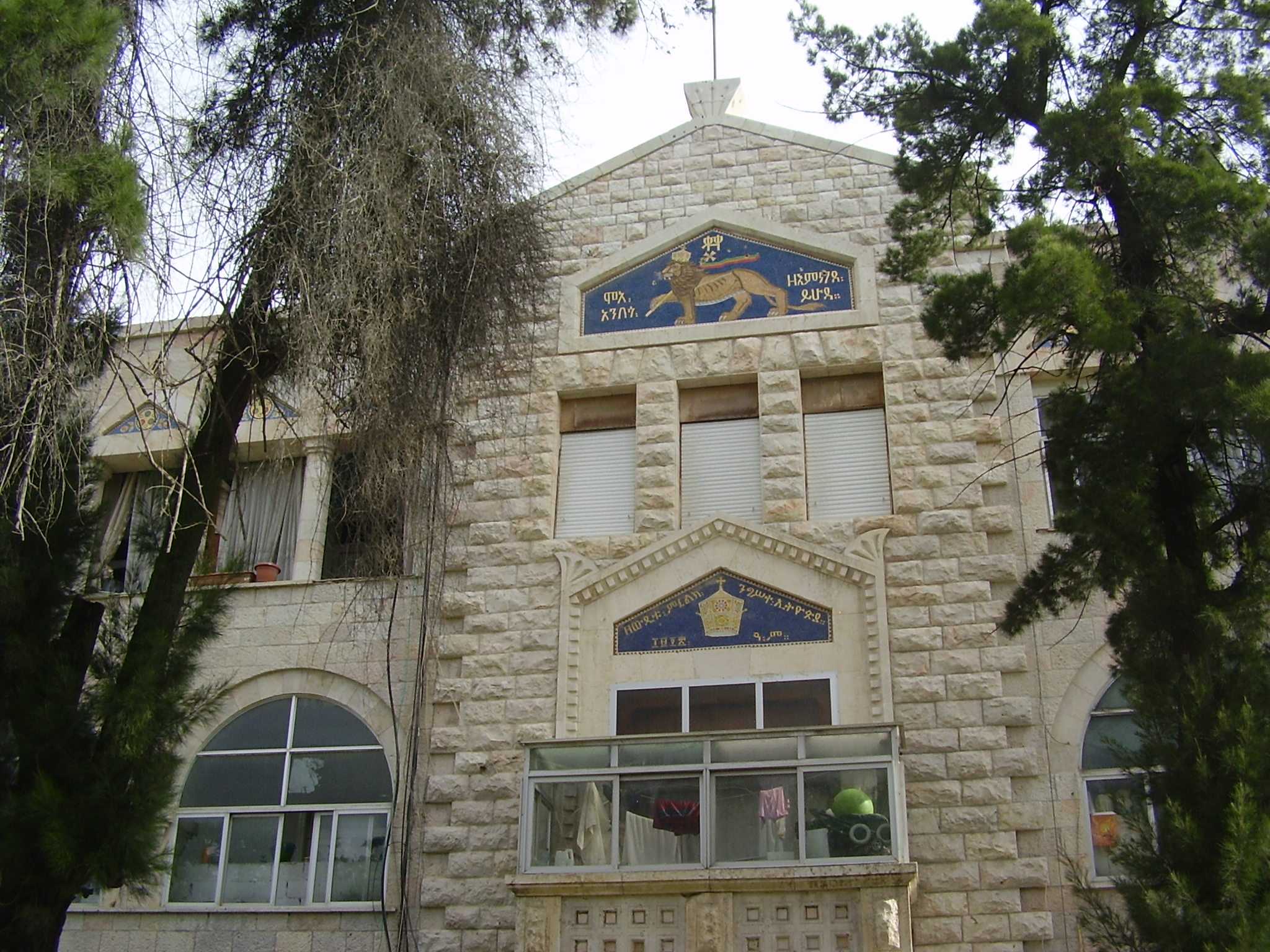
کنسولگری اتیوپی در اورشلیم

در دوران شاهنشاهی، مستشاران اسرائیلی چتربازان و واحدهای ضد شورش متعلق به لشکر پنجم (که نلبلبال یا «شعله» نیز نامیده می‌شوند) را آموزش دادند. در دسامبر ۱۹۶۰، بخشی از ارتش اتیوپی در حالی که امپراتور هایله سلاسی برای بازدید ایالتی از برزیل بود، اقدام به کودتا کرد. اسرائیل مداخله کرد تا شاهنشاه بتواند مستقیماً با ژنرال ابی ارتباط برقرار کند. ژنرال ابی و سپاهیانش به امپراتور وفادار ماندند و شورش در هم شکست.
دیدگاه اسرائیل از جنگ در اریتره به عنوان بخشی از درگیری اعراب و اسرائیل هنگامی که گزارش‌ها در مورد ارتباطات بین ارتش شورشی اتیوپی و سازمان آزادیبخش فلسطین پس از جنگ شش روزه ظاهر شد، تقویت شد.
به موازات جنگ در اریتره، اسرائیل متهم شد که به دولت اتیوپی در شکست دادن مقاومت اورومو کمک کرده‌است.

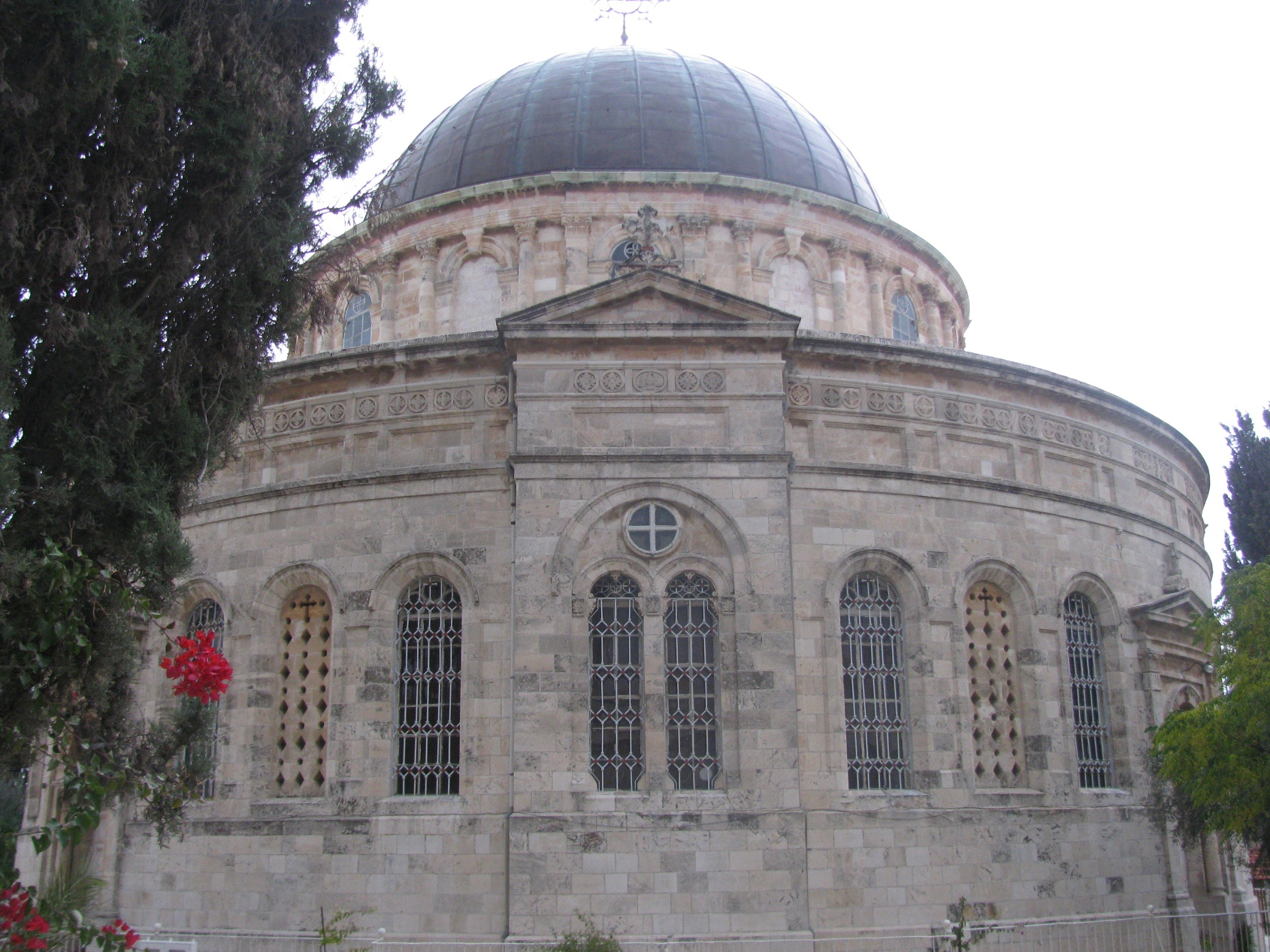
کلیسای اتیوپی در اورشلیم

در سال ۱۹۶۹ دولت اسرائیل پیشنهاد ایجاد یک اتحادیه ضد پان عربی متشکل از ایالات متحده، اسرائیل، اتیوپی، ایران و ترکیه را داد. اتیوپی این پیشنهاد را رد کرد. در سال ۱۹۷۱، رئیس ستاد اسرائیل بار لو، از اتیوپی دیدار کرد و در طی آن پیشنهادهایی برای تعمیق همکاری اسرائیل و اتیوپی ارائه داد. اتیوپیایی‌ها پیشینهادات اسرائیل را رد کردند اما با این وجود، اتیوپی به دلیل دادن امتیازاتی به اسرائیل برای ایجاد پایگاه‌های نظامی اسرائیل در جزایر اتیوپی در دریای سرخ، در سطح بین‌المللی متهم شد. اتیوپی به‌طور مداوم همه این اتهامات را رد می‌کند.
اسرائیل در صورت تصرف جزایر به دست یمن، به اتیوپی پیشنهاد کمک نظامی داد، اما اتیوپی از ترس واکنش سیاسی، پیشنهاد را رد کرد. اتیوپی در سازمان وحدت آفریقا در آدیس آببه توسط هیئت لیبی مورد حمله قرار گرفت و اتیوپی را به اجازه ایجاد پایگاه‌های اسرائیل در خاک خود متهم کرد. در این اجلاس رئیس‌جمهور الجزایر ، هواری بومدین، از اتیوپی خواست روابط خود را با اسرائیل قطع کند. در عوض، بومدین پیشنهاد کرد که از فشار سیاسی خود برای مسدود کردن حمایت اعراب از ارتش آزادی‌خواه اتیوپی استفاده کند.

## روابط تجاری
روابط تجاری میان اتیوپی و اسرائیل طی سالهای گذشته رشد کرده‌است. در اوایل دهه ۱۹۸۰، دافرون، تولیدکننده اسرائیلی دفترچه، یک قرارداد دولتی برای فروش ۲ میلیون دفترچه به اتیوپی برنده شد. اسرائیل کنجد، قهوه، غلات، پوست و پوست، ادویه جات، دانه‌های روغنی و سقز اتیوپی را وارد می‌کند.